# Maud Barger-Wallach
Maud Barger-Wallach (Nova York, 15 de junho de 1870 - 2 de abril de 1954) foi uma tenista amadora estadunidense, campeã do US Open em 1908. 